# Plac Masaryka (Tel Awiw)
Plac Masaryka (hebr. כיכר מסריק, Kikar Masarik) jest placem, który znajduje się w osiedlu Centrum Tel Awiwu w Tel Awiwie, w Izraelu.

## Położenie
Plac jest usytuowany przy ulicy King George, w sąsiedztwie placu Rabina.

## Historia

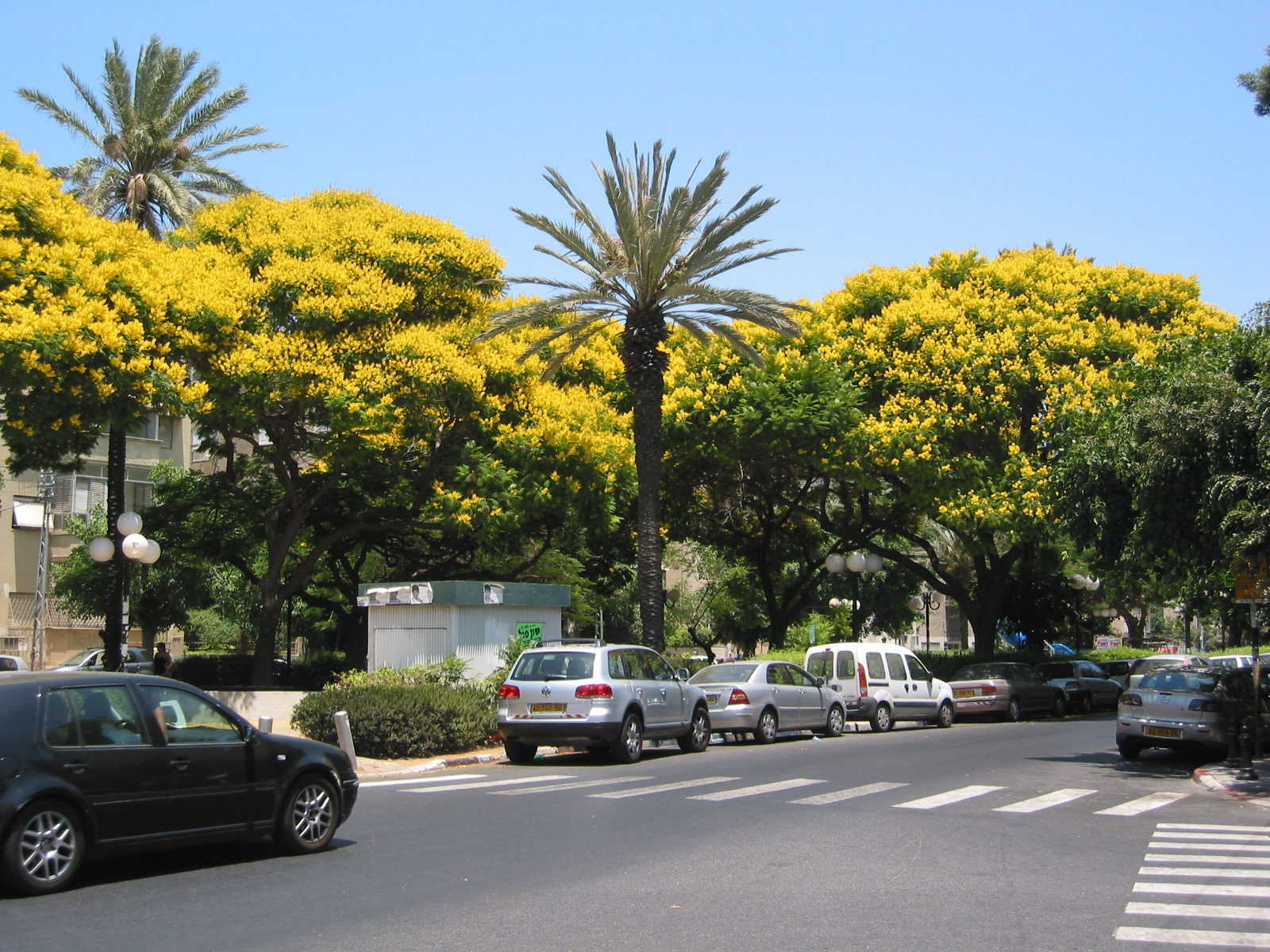
Plac Masaryka

Gdy w latach 20 XX wieku Patrick Geddes opracował plan rozwoju Tel Awiwu, przewidział stworzenie w tym miejscu placu publicznego. Był to pierwszy plac, który powstał w tej części miasta. Jego nazwa upamiętnia Tomásza Garrigue Masaryka, pierwszego Prezydenta Czechosłowacji, który znany był z obrony Leopolda Hilsnera, oskarżonego o mord rytualny oraz poparcia dla ruchu syjonistycznego w czasie wizyt w Palestynie w latach 20 XX w.. 
W latach 1941–1947 w budynku usytuowanym na rogu ulic King George i Netsach Israel mieścił się tajny ośrodek szkoleniowy żydowskiej podziemnej organizacji paramilitarnej Hagany. W ośrodku odbywały się szkolenia z zakresu obsługi broni palnej, samoobrony, sztuki przetrwania i ratownictwa medycznego.
Podczas Wojny sześciodniowej w 1967 na Tel Awiw spadło kilka pocisków artyleryjskich. Na plac Masaryka spadły dwa takie pociski, wystrzelone przez jordańską artylerię stacjonującą na południe od miasta Kalkilja. W wyniku tego ostrzału zginęła 1 kobieta, a kilka budynków położonych przy placu zostało uszkodzonych.

## Architektura

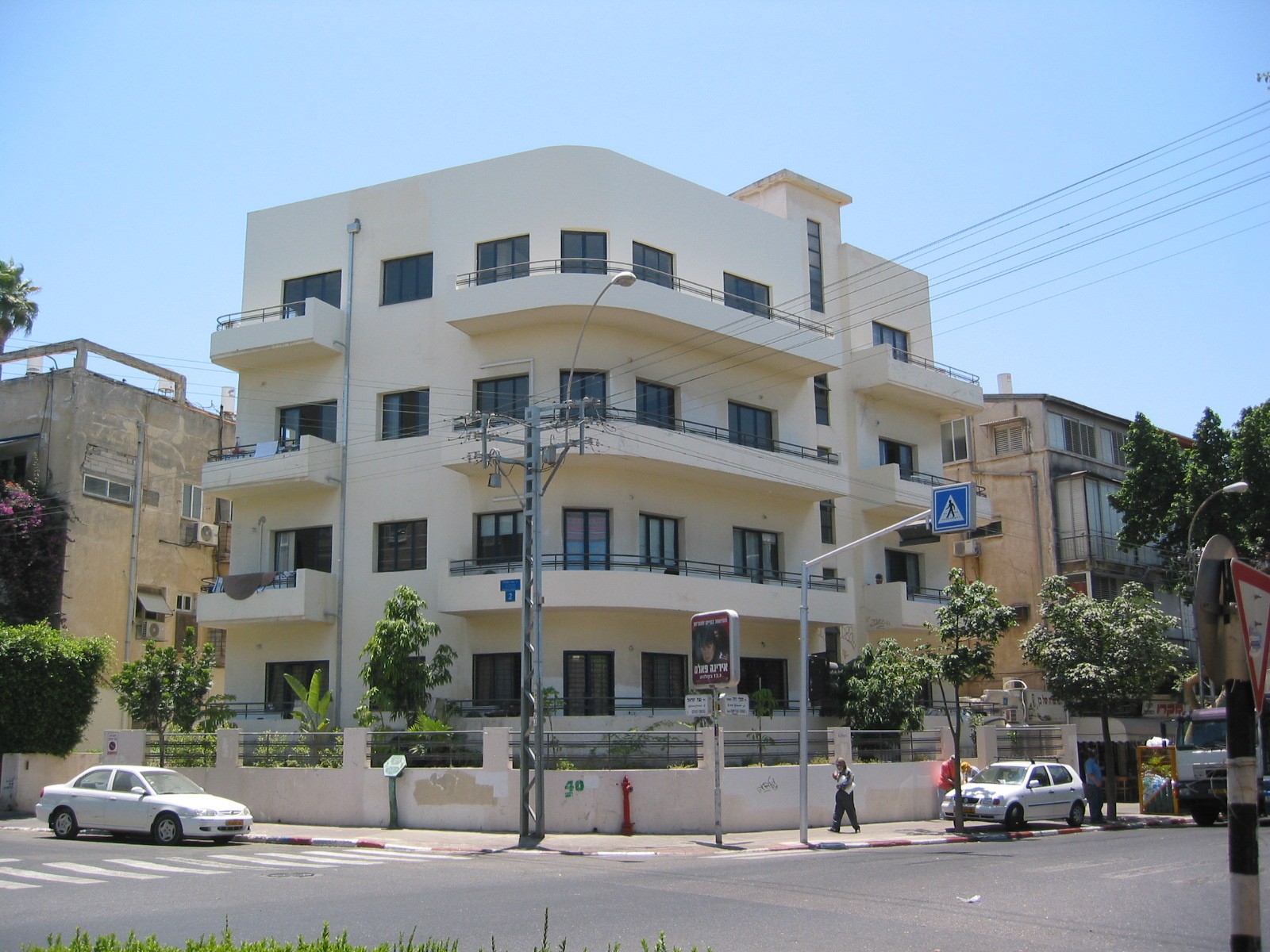
Domy przy placu Masaryka

Budynki mieszkalne w otoczeniu placu wybudowano w stylu międzynarodowym. Plac wchodzi w skład architektonicznego zespołu miejskiego Białego Miasta Tel Awiwu, który został w 2003 r. umieszczony na Liście światowego dziedzictwa UNESCO, jako największe na świecie skupisko budynków modernistycznych. Został on stworzony w latach 30 XX wieku przez pochodzących z Niemiec żydowskich architektów, którzy kształcili się na uczelni artystycznej Bauhaus (powstał w niej styl architektoniczny nazywany modernizmem). Niektórzy z tych architektów, w tym Arje Szaron, przyjechali do Palestyny i przystosowali poglądy modernizmu do lokalnych warunków, tworząc w Tel Awiwie największe na świecie skupisko budynków wybudowanych w tym stylu.

## Wykorzystanie placu
Plac jest wykorzystywany w celach rekreacyjnych. W jego centralnej części umieszczono fontannę, przy której wystawiono dwie rzeźby. Na placu jest także teren zieleni oraz plac zabaw dla dzieci.